# 火星三部曲

《火星三部曲》封面

《火星三部曲》是由三本科幻小說所組成的一個系列，作者是金·史丹利·羅賓遜（Kim Stanley Robinson），記錄了人類在火星殖民及將地球化的編年史。這三本小說分別是《紅火星》（Red Mars，1992年），《綠火星》（Green Mars，1993年）以及《藍火星》（Blue Mars，1996年）。另外還出版了一本額外的短篇故事《火星人》（The Martians，1999年）。

## 獲獎
- 《紅火星》於1992年榮獲英國科幻協會(British Science Fiction Association)的英國科幻獎(BFSA Awards)及於1993年榮獲美國科幻作家協會(Science Fiction and Fantasy Writers of America)的星雲獎最佳小說。
- 《綠火星》於1994年榮獲雨果獎最佳小說(Hugo Award for Best Novel)。
- 《藍火星》於1997年榮獲雨果獎最佳小說(Hugo Award for Best Novel)。

## 故事情節
《紅火星》開始於2026年第一次前往火星的殖民的太空航行，而殖民的最終目標是將火星改造成適合人類居住，也就是火星地球化。多由俄羅斯人及美國人所組成的「登陸首百」建立的第一個殖民地——「山腳基地」（Underhill），則为未来更多的科学家和工程师来火星打下基础。然而，贪婪的跨国公司操纵和控制地球上的国家，导致火星城镇中人口拥挤、维护不足。几起对地球化设备的人为破坏被归罪于反地球化分子。这种情况终于在2061年导致了暴力革命的爆发。革命导致了很多登陸首百的死亡，以及包括太空電梯在内的火星建筑设施被毁。幸存的其他登陸首百们被迫转入“地下”隐藏起来。
《綠火星》的名字，来自地球化的中级，植物开始生长使得大地呈绿色的阶段。本书的情节接着《紅火星》，讲述幸存的登陸首百、其子辈和孙辈的故事。在转入“地下”期间，他们开始发展一种与当时的超国家秩序相反的新型社会秩序。最后，所有地下派别联合起来，签署《多薩伯雷夫亞協定》（Dorsa Brevia），准备2120年左右的第二次革命。
《藍火星》的名字来自地球化的下一个阶段：气压和温度的继续增加导致液態水开始在火星表面凝聚成江河和海。这部书接着《綠火星》的结尾，但内容方面比前两部书要宽得多。它覆盖了第二次革命后一个世纪的发展：此期间人类定居扩展到整个太阳系，甚至更外部的宇宙（羅賓遜称此过程为“加速度”）。其一个主要转折点是南极洲西部一連串冰下火山爆发（而不是全球暖化），融化了南极西半部的冰盖，导致海平面的上升，引發全球性的災難。很大一部分用于讨论其人物达到极端长寿的后果。重复的长寿使得很多人活到两百年以上。羅賓遜特别对极端长寿的心理后果，如记忆缺失、人格变化、精神不稳定和厌倦等进行了猜测。
《火星人》是一本短篇小说合集，覆盖的时间与火星三部曲接近。另有几篇小说发生在一个另类的发展框架内：登陸首百的任务不是殖民而是探索。该书里有关于火星地球化计划最终结果的暗示。
在一系列的書當中，羅賓遜還描述在其他太陽系之中行星及衛星的所進行的殖民與地球化的工作，包括了描述在木衛四、水星、天衛三及金星上的城市。

## 企業
极有权力的跨国企业，又称“超国界企业”，开始出现于二十一世紀中葉。这些企业在全球化过程中得到极度扩张，具有了足够超越或者操纵国家政府的经济能力－－开始是第三世界的小政府，后来发展到更大更强的政府。在羅賓遜的未来理论中，这些超国界企业实际上继承了国家的地位，而最大的企业则继续试图吞并竞争者，以达到全部占有星际市场的目的。在《火星三部曲》的末尾，22世纪中叶，一场全球灾难迫使这些企业赋予员工更多的民主权力。
书中提到的这些超国界企业包括：布雷西斯（Praxis），一个相对比较善意和民主的公司、以及对虐待火星居民负有责任的真美妙（Subarashii）公司。

## 工程建設
書中提及多種方法來達成火星地球化，並在後來人類快速擴張時使用到太陽系其他星球上，但地球化的程度則因工程困難度而有所不同。
火星
- 增加熱能：
  - 薩立塔：可說是最浩大的工程，是環繞火星的反射鏡，用來增加光照。分成兩個部分，第一部分如中央有孔的凹面鏡，以繞極軌道環繞火星、面向太陽，將大面積光照集中到前方的第二部分－－固定在第一拉格朗日點，作用有如凸面鏡般將陽光反射回火星，以達到和地球同樣的照度。此工程是在首百登陸數十年後的21世紀後半才完成。
  - 超深井
  - 風車
- 增加大氣：
  - 氧氣
  - 氮氣
  - 二氧化碳
- 極冠與液態水：
- 城市
- 太空電梯：在21世紀上半即完工，「坐落」於雪菲爾－－其實太空電梯底端並不與地面相連，而是懸空以預留活動空間。
- 飛行透鏡

地球
金星
水星
木星系
土星系
天王星系
海王星系
太陽系之外

## 人物

### 約翰‧布恩
美國太空人，首個登陸火星的人。第一次登陆后成为英雄，并用他的可观影响力来游说以殖民为目的的第二次登火星计划。按照医学规定，布恩在第一次旅途中受到了太多的辐射，不应该再飞第二次。然而因为他是名人，被破例允许第二次航行，加入了去火星永久殖民的登陸首百行列。他因为成就和天然魅力，被认为是登陸首百的非正式领袖。在《紅火星》的第一章，約翰‧布恩被极端主义分子所暗杀。第二章开始的叙述，回到登陸首百当年乘坐“戰神号”飞船飞往火星期间。在三部曲剩下的部分，布恩的想法继续占据参考点的地位。布恩有着复杂的性格。从一方面看，他有一个典型的朴实、日常英雄形象：第一次踏上火星后，他说的第一句话是“嗯，我们来了”。他总是心情愉快，对人和蔼，做什么事都从容不迫。但在《紅火星》的后半段，羅賓遜从别人眼里看布恩换成布恩本人的视角。这一部分揭示了在生命的后半段，布恩对一种在大脑内作用类似内啡呔的虚构药“omegendorph”使用上瘾。另外，布恩有些看起来是头脑简单的时候，其实可能是为了政治目的作出的表演。总的来说，布恩是一个不论在优点和缺陷上都大于真人的形象。

### 法蘭克‧查默斯
作为美国队伍的领袖，法蘭克在权力运用上有马基亚维利之风。不过后来，他有些玩世的行为被表现是出于自卫。法蘭克不为人知的理想主义方面，至少驱动了他的有些行为。最后他在洪水中死亡。

### 瑪雅‧妥伊托芙娜
容易感情用事的瑪雅处在她、布恩和查默斯的恋爱三角中。她一开始是俄国队伍的领袖，后来成为一个强大的政治力量。在查默斯和布恩死去之后，她与米歇爾恋爱。随着年岁的增长，她严重受到失忆和两极情感紊乱的影响。

### 娜蒂雅‧车尼雪夫斯基
俄羅斯工程師。她较早了火星上第一个永久居住点。在后来的书中，她并非自愿地成为了一个政治家。一开始娜蒂雅爱上的是阿卡迪‧波格丹诺夫。在《綠火星》中，她又爱上了亞特·藍道夫并与之成立家庭。

### 阿卡迪‧波格丹诺夫
工程师，有无政府主义/马克思主义倾向。登陸首百中的很多人，特别是菲莉斯‧波易尔，把他看成是一个闹事者。他带领的队伍在卫星弗伯斯上建立了一个前哨站。在第一部书的末尾，他领导了反对跨国际公司的第一次革命起义。像布恩一样，他的政治思想（被称为波格丹诺夫主义）对书中后来人物影响很大。他和娜蒂雅·車尼雪夫斯基恋爱，於2061年的第一次革命之中死亡。

### 「萨克斯」萨克斯法格‧罗素
美國物理學家。罗素是火星绿黨（提倡将火星地球化）的领袖，也是一个有才华和创造性的科学家，暗恋安‧克來朋。在《綠火星》中，他不幸被抓到卡塞峽谷遭政府安全人员刑讯折磨，中风后患了失语症，後來漸漸恢復。萨克斯法格原指一种长在石头之间的植物——虎尾草，意思是破石者，对主张地球化的罗素正适合。

### 安‧克萊朋
美國地質學家。提倡将火星保持原状，后来成为以此为目标的火星红黨领袖。她经常被描述成有愤恨的情绪。她和萨克斯‧罗素有着爱恨交加的关系。后来发展出人格分裂的倾向，开始对“蓝火星”有一些好感。

### 廣子 愛
是生物、农业和生态系统方面的日本专家。她把当年在伦敦读书时的朋友和情人「土狼」德司蒙‧霍金斯偷偷带上戰神号来火星。她是“农场队伍”－－登陸首百最重要的工作组和团体－－的领袖，因此成为三部曲中很多主要线索的焦点。她最重要的观点是人应该和居住的行星保持互相尊重的关系（这个观点到了火星被称为“Areophany”）。在她建立的名为“采堝”（Zygote）的秘密殖民地里，廣子用自己的卵子和（经常是不知情的）登陸首百中男性的精子进行体外人工授精，产生了火星上的第一代子女（ectogenes）。她很少成为叙述的中心，然而影响力却无处不在。作为不出场的重要人物，廣子的形象可以和《阿特拉斯摆脱重负》中的John Galt和《第三个人》中的Harry Lime并论。她最后失踪之后，几个人物都认为她只是再次藏了起来，去寻找而没有找到她。

### 米歇尔‧杜瓦
法國心理學家，任务是观察登陸首百的心理健康状况，先是在南极洲训练基地，然后在火星。他先是极其想念记忆中的家乡普罗旺斯，后来随外交团回到地球顺便去看了一下，结果变得更加思乡。与瑪雅‧妥伊托芙娜恋爱，在她出现严重失忆症状后不久死去。

### 乌拉德‧瓦涅夫
俄羅斯生物學家。他主管火星上一切医疗和医学研究，并因发明退缓衰老的长寿治疗并对其不断改良而著名。他原来住在火星北边的阿奇隆，于失败的第一次革命后逃往地下。他和烏蘇拉、马琳娜三个人共同生活。

### 菲莉斯‧波易尔
美國的地質學家，基督徒，赞成企业控制火星。她最后跟登陸首百中的大多数相反，站在了联合国火星局一边。她藉由控制克拉克（太空電梯末端太空站），用强硬的手段控制火星。在失败的第一次革命中，克拉克被分離並抛向太阳系外围，不過菲莉斯‧波易尔等人卻精準的藉著木星的引力回到火星而幸存下来。最后在营救被政府安全人員刑訊的萨克斯時被玛雅誤殺。

### 「土狼」德司蒙‧霍金斯
千里達的偷渡者。他是廣子的朋友及支持者，也是狂热的无政府主义者。他在《紅火星》中是一个影子人物。他“能不费力气的混到火星背景中”，在《綠火星》开头之前他只用「土狼」的名字出现。他成为火星地下的领袖人物之一，和发展中的“礼物经济”系统的非正式协调人。

### 「亞特」亞瑟·藍道夫
布雷西斯公司派去和火星地下运动建立半外交接触的代表。布雷西斯公司的目的是建立在民主企业基础上的“生态资本主义”体系。和其他跨国公司一样，布雷西斯公司和各国政府之间有广泛的经济政治联系，但该公司的目标是平等协作而不是剥削关系。

### 登陸首百的後代
三部曲覆盖了两百多年的人类历史，晚期移民和登陸首百的子孙辈最后成为了书中的独立重要人物。
- 奈加

廣子和土狼的儿子，在采堝被集体抚养长大。他是一个愉快的漫游者，最后成为政治领袖，提议和地球建立联系。奈加是被派去出使地球的火星人之一，一開始對地球的重力與千里達的溫溼度適應不良。因发明可以持续几天不停的长跑技术而著名，常參加環火星一週的超級馬拉松（The Round The Worlder）、負一島的訶勒斯運動會（The Hellas games at Minus One Island）。
- 賈姬·布恩

廣子和約翰‧布恩的孙女，和奈加一起长大。他成为孤立主义的领袖，被描写成有操纵他人的倾向。
- 彼得·克來朋

安‧克來朋的儿子，火星上出生的第一代之一。他处于其他第一代人的长兄地位。他的意见和决定影响了很多「火星第一」党革命、政治上的决策。他一些时候做工程师和参加“绿黨”活动。

### 其他人物
- 卡賽（Kasei）：廣子和約翰‧布恩的兒子，賈姬‧布恩的父親。
- 泽伊克·图卡（Zeyk Tuqa） 以及他的妻子娜兹克 (Nazik)：穆斯林游牧人。
- 威廉·福特 (William Fort)：布雷西斯的創辦人。
- 「佐」佐雅·布恩（Zoya "Zo" Boone）：賈姬的女兒，她体内在长寿治疗过程中加入了猫的基因。
- 尼基（Nikki）：娜蒂雅和亞特的女兒。

## 引語
- 佐雅·布恩：「这就像彩虹。当光从球形水滴云反射出来，却没有一个观察者站在和反射光成23度角方位的话，就不存在彩虹。 整个宇宙也一样。我们的精神站在和宇宙成23度角的方位。在光子和视网膜的交点、在岩石和精神的交点，有新的东西产生。」

- 廣子：「这里是家，是我们重新开始的地方」。

## 中文版譯著相關資料

### 繁體
- 《紅火星》金‧史丹利‧羅賓遜 著，王凌霄 譯，台灣臉譜出版社2000年11月初版，ISBN 9574692310
- 《綠火星》藍目路 譯，台灣臉譜出版社2001年5月初版，ISBN 9574694321
- 《藍火星》蔡梵谷 譯，台灣臉譜出版社2001年7月初版，ISBN 9574695239

### 簡體
- 《紅火星》K‧斯坦利‧羅賓遜 著，桑龙扬 邹秀荣 译 徐重亮 校译，科幻世界2001年春季號增刊刊載，增刊號 川新出報2001字第04號
- 《紅火星》（上、下冊）金‧斯坦利‧羅賓遜 著，王凌霄 譯，華文出版社2008年8月初版，ISBN 978-7-5075-2396-6
- 《綠火星》（上、下冊）金‧斯坦利‧羅賓遜 著，蓝目路 譯，華文出版社2009年1月初版，ISBN 978-7-5075-2397-3
- 《藍火星》（上、下冊）金‧斯坦利‧羅賓遜 著，蔡梵谷 譯，華文出版社2009年2月初版，ISBN 978-7-5075-2398-0

## 相關網站
- Mars Trilogy Concordance （页面存档备份，存于）
- The Red, Green & Blue MarsSite （页面存档备份，存于）